# Суховерхівка
Сухове́рхівка — село в Україні, в Конотопськиому районі Сумської області. Населення становить 379 осіб. До 2017 орган місцевого самоврядування — Суховерхівська сільська рада.

## Географія
Село Суховерхівка розатшоване на відстані 2.5 км від правого берега річки Терн. На відстані 2 км розташовані села Нижня Сагарівка, Дмитрівка та Голуби.
По селу тече струмок, що пересихає із загатою.
Поруч пролягає автомобільний шлях Т 2504.

## Історія
- Село засноване у першій половині XVIII ст.
- Село постраждало внаслідок геноциду українського народу, проведеного урядом СССР 1932—1933 та 1946–1947 роках, встановлено смерті 14 людей[1].
- 12 червня 2020 року, відповідно до розпорядження Кабінету Міністрів України № 723-р «Про визначення адміністративних центрів та затвердження територій територіальних громад Сумської області», село увійшло до складу Буринської міської громади[2].
- 19 липня 2020 року, в результаті адміністративно-територіальної реформи та ліквідації Буринського району, увійшло до складу новоутвореного Конотопського району[3].

## Населення

### Мова
Розподіл населення за рідною мовою за даними :
| Мова            | Кількість | Відсоток |
| --------------- | --------- | -------- |
| українська      | 372       | 98.15%   |
| російська       | 5         | 1.32%    |
| румунська       | 1         | 0.26%    |
| інші/не вказали | 1         | 0.27%    |
| Усього          | 379       | 100%     |

## Економіка
- Молочно-товарна ферма.
- «Суховерхівка», приватна агрофірма.
- КСП «Червоногвардієць».

## Соціальна сфера
- Дошкільний навчальний заклад «Дзвіночок»

## Відомі особи
Квашко Руслан Іванович — учасник російсько-української війни.